# Georg Schetzel
Georg Schetzel († 1599) war Forst- und Jägermeister der Landgrafen Wilhelm IV. und Moritz von Hessen-Kassel.
Schetzel, auch genannt Preuß, wurde erstmals im Oktober 1560 als Kammerbube des Landgrafen Philipp I. von Hessen erwähnt. Er wurde am 28. Dezember 1567 zum Jägermeister des Landgrafen Wilhelm IV. bestellt, und erhielt am 31. Mai 1573 zusätzlich eine Bestallung als Forstmeister für das gesamte Fürstentum. Noch 1598 unter Landgraf Moritz wird er als Oberforst- und Jägermeister genannt.

## Familie
Georgs Eltern werden in der Leichenpredigt seines Sohnes Wilhelm mit Nicolaus Schetzel und Dorothea geb. von Reichenau(g) angegeben. Georg Schetzel heiratete am 6. Februar 1581 in Hofgeismar Ursula von Falkenberg, eine Tochter des Wedekind von Falkenberg, Corveyer Drost zu Blankenau, und der Margarethe geb. von Cramm; sie wird 1599 als Witwe bezeichnet. Der Ehe entstammten mindestens vier Söhne und mehrere Töchter.

## Leben
Als die Herren von Rückershausen mit dem Tod des Helwig von Rückershausen im Jahre 1576 im Mannesstamm ausstarben, wurde Schetzel von Landgraf Wilhelm IV. mit deren zwei Dritteln des Dorfes Merzhausen bei Ziegenhain, der dortigen Wasserburg, der Gemarkung der benachbarten Wüstung Fischbach und schließlich auch mit ihrem Burglehn in Ziegenhain belehnt, anfangs nur auf Lebenszeit, dann aber erblich, und nach seinem Tod 1599 erhielten seine überlebenden Söhne Wilhelm und Burkhard gemeinsam dieses Lehen von Landgraf Moritz.
Im Jahre 1582, bei den Verhandlungen Wilhelms IV. mit Kurfürst August von Sachsen über die Henneberger Erbschaft, war Georg Schetzel einer der sieben Vertreter des Landgrafen. Im Juni 1597 ist Georg Schetzel auch als Rat des Abts Joachim Roell von Hersfeld beurkundet. Auch unter Landgraf Moritz wird Georg Schetzel, gemeinsam mit Otto von Wildungen († 1601), noch als Oberforst- und Jägermeister genannt.